# Jimmie Haskell
Pour les articles homonymes, voir Haskell (homonymie).
Jimmie Haskell est un compositeur américain de musiques de films né Sheridan Pearlman le 7 novembre 1926 à Brooklyn, New York (États-Unis), et mort le 4 février 2016 à Laguna Niguel (Californie).

## Filmographie

### Cinéma
- 1961 : Love in a Goldfish Bowl
- 1963 : Le Justicier de l'Ouest (The Gun Hawk)
- 1964 : Surf Party (en) de Maury Dexter
- 1965 : Les Éperons noirs (Black Spurs)
- 1965 : I'll Take Sweden (en)
- 1965 : Love and Kisses
- 1965 : Quand parle la poudre (Town Tamer) de Lesley Selander
- 1965 :  Wild on the Beach (en) de Maury Dexter
- 1966 : Sur la piste des Apaches (Apache Uprising) de R. G. Springsteen
- 1966 : Toute la ville est coupable (Johnny Reno) de R. G. Springsteen
- 1967 : Fort Bastion ne répond plus (Red Tomahawk) de R. G. Springsteen
- 1967 : Hostile Guns
- 1967 : Fort Utah de Lesley Selander
- 1968 : Les Rêves érotiques de Paula Schultz (The Wicked Dreams of Paula Schultz) de George Marshall
- 1968 : Les Rebelles de l'Arizona (Arizona Bushwhackers) de Lesley Selander
- 1968 : Buckskin
- 1971 : Walls of Fire
- 1971 : Zachariah
- 1972 : The Honkers
- 1972 : Les Rongeurs de l'apocalypse (Night of the Lepus) de William F. Claxton
- 1974 : Quand souffle le vent du nord (When the North Wind Blows)
- 1977 : Death Game
- 1977 : Joyride de Quinton Peeples
- 1978 : Hughes and Harlow: Angels in Hell
- 1981 : Hard Country
- 1989 : She's Back
- 1996 : The Zone

### Télévision
- 1962 : McKeever & the Colonel (série télévisée)
- 1962 : Mr. Smith Goes to Washington (série télévisée)
- 1964 : Ma sorcière bien-aimée (Bewitched) (série télévisée)
- 1966 : The Hollywood Squares (série télévisée)
- 1968 : Doris Day comédie (The Doris Day Show) (série télévisée)
- 1973 : Outrage
- 1974 : Land of the Lost (série télévisée)
- 1976 : Dr. Shrinker (série télévisée)
- 1977 : Just a Little Inconvenience
- 1977 : James at 15 (en) (série télévisée)
- 1978 : See How She Runs
- 1978 : A Christmas to Remember
- 1979 : Some Kind of Miracle
- 1979 : Dallas Cowboys Cheerleaders
- 1979 : Silent Victory: The Kitty O'Neil Story
- 1979 : The Child Stealer
- 1979 : The Seeding of Sarah Burns
- 1979 : Before and After
- 1979 : When Hell Was in Session
- 1979 : The Streets of L.A.
- 1979 : Goldie and the Boxer
- 1979 : Comme un homme libre (The Jericho Mile)
- 1980 : Dallas Cowboys Cheerleaders II
- 1980 : The $5.20 an Hour Dream
- 1980 : For the Love of It
- 1980 : Cri d'amour (A Cry for Love)
- 1980 : The Jayne Mansfield Story
- 1980 : Mark, I Love You
- 1981 : L'Éternel soupçon (A Gun in the House)
- 1981 : Goldie and the Boxer Go to Hollywood
- 1981 : The Star Maker
- 1981 : Twirl
- 1982 : Portrait of a Showgirl
- 1983 : Dixie: Changing Habits
- 1983 : Carpool
- 1984 : Jealousy
- 1984 : Hear Me Cry
- 1984 : La Guerre des casinos (The Vegas Strip War)
- 1986 : 9 to 5 (série télévisée)
- 1988 : Terrorist on Trial: The United States vs. Salim Ajami
- 1989 : Jake Spanner, Private Eye
- 1991 : A Salute to America's Pets